# 환경로 (김천시)
환경로(Hwangyeong-ro)은 대한민국의 경상북도 김천시 모암동에서 시작하여, 개령면을 거쳐 연결하는 도로이다.

## 노선 경로
- 선산통로사거리 - 영남대로
- 서부교차로 - 도로 이름 없음
- 김산로와 직결